# Jeune Femme à l'aiguière
Jeune Femme à l'aiguière, parfois appelé aussi Femme à l'aiguière (en néerlandais : Vrouw met waterkan) est un tableau de Johannes Vermeer (huile sur toile, 45,7 × 40,6 cm) peint vers 1662-1665, et exposé au Metropolitan Museum of Art de New York.

## Description et analyse
Une jeune femme se trouve dans le centre de la composition. L'action se situe dans une chambre d'une riche maison néerlandaise. La femme représentée serait une femme de chambre, comme en témoigne la tête voilée et une cape en coton blanc bien amidonnée. Avec sa main droite, elle ouvre une fenêtre, peut-être la même que pour Le Verre de vin et La Jeune Fille au verre de vin, alors qu'elle tient de sa main gauche une aiguière, reposant sur un grand plateau. Les deux objets sont, parmi d'autres, sur une table ; celle-ci est décorée d'une nappe de couleur rouge. Derrière la table se trouve une chaise sur laquelle se trouve un tissu bleu. La femme regarde par la fenêtre. Les vêtements de la femme se composent d'une robe bleu foncé, brodée d'or. Une carte des Dix-Sept Provinces est accrochée en arrière-plan sur le mur. La femme se prépare probablement pour sa toilette du matin. Une autre interprétation est qu'elle ouvre la fenêtre pour arroser les fleurs sur le rebord de la fenêtre.
Cette peinture fait partie d'un groupe étroitement lié peint au début et au milieu des années 1660 où l'artiste semble s'éloigner de la perspective linéaire et géométrique. Il semble vouloir aller vers une représentation plus simple en utilisant un seul personnage et en mettant l'accent sur la représentation de la lumière.
Le sujet de la peinture est une femme préoccupée, tandis qu'elle exerce une activité quotidienne, un thème que Johannes Vermeer a fixé à plusieurs reprises sur la toile ; elle est dans le coin d'une pièce avec une main sur la fenêtre ouverte et l'autre sur la cruche. Le mouvement silencieux, l'expression du visage doux de la femme et de la sérénité du bleu de la jupe donnent à la composition un aspect de pureté et de paix intérieure. La cruche d'eau, symbole de purification, souligne l'association avec la pureté. Vermeer a utilisé l'invasion de la lumière de la fenêtre pour attirer l'attention sur la région située sous son bras.
Dans la peinture, les relations entre le milieu familial et le monde extérieur peuvent se confronter. Les femmes devaient respecter une stricte tradition d’intérieur. A posteriori, la carte et la fenêtre renvoient vers le monde extérieur.
Enfin, la peinture peut aussi être considérée comme une étude de la couleur préférée de Vermeer, le bleu, car celui-ci revient partout : le vitrail de la fenêtre contient des nuances de bleu ; la jupe, le chemisier sont bleu foncé. Des bandes de tissu bleu plus clair se trouvent sur le siège. La nappe contient des fleurs bleues sur un fond rouge et même les rubans de la boîte à bijoux ont cette couleur.

## Historique de l'œuvre
La peinture n'est connue avec certitude qu'à partir de 1877, quand elle est passée à une vente aux enchères chez Christie's à Londres. Elle a été attribuée à Gabriel Metsu, puis à Pieter de Hooch. Elle est passée dans différentes collections en Irlande et en France, avant d'arriver à New York, dans la collection de Henry G. Marquand, qui en fit don au musée en 1889.
Malgré des vicissitudes des attributions erratiques, dès 1878 alors qu'elle était exposée à la Royal Academy de Londres, elle a été attribuée à Vermeer, un nom qui, même dans la critique récente fait l'unanimité des experts.
La datation est fondée sur des motifs de style : la phase de maturité de l'artiste dans les années 1660, le traitement de la lumière et de la couleur. Toutefois certains détails iconographiques (la robe ou la moquette) peuvent faire penser à une période un peu plus jeune.

## Postérité
Le tableau Jeune Femme à l'aiguière de Johannes Vermeer, a été réinterprété par l'artiste péruvien Herman Braun-Vega dans son œuvre Buenos Dias Vermeer (1981). Cette appropriation s'inscrit dans une démarche artistique qui mêle mémoire culturelle et critique sociale, en utilisant des références iconographiques pour commenter des réalités contemporaines. Braun-Vega utilise la Jeune Femme à l'aiguière comme un point de départ pour explorer les relations entre le Nord et le Sud, en remplaçant des éléments traditionnels par des références à l'Amérique latine. Par exemple, la tapisserie qui orne le mur dans l'œuvre de Vermeer est remplacée par une carte du sous-continent américain, symbolisant un dialogue entre les cultures. Dans la partie inférieure de l'œuvre, deux enfants en haillons sont représentés, soulignant le contraste entre la vie bourgeoise de l'Europe et la pauvreté persistante en Amérique latine. Les points cardinaux Nord et Sud, associés à la date 1981, qu'on trouve sous forme de graffiti sur le mur qui sépare les deux univers font référence à la conférence de Cancun de 1981. En intégrant cette dimension historique, Braun-Vega souligne les enjeux politiques et économiques qui affectent l'Amérique latine, tout en rendant hommage à Vermeer.